# Inhaltbezogene Grammatik
Inhaltbezogene Grammatik ist eine von Leo Weisgerber entwickelte Richtung der Sprachwissenschaft. Sie gründet sich auf die Sprachphilosophie Wilhelm von Humboldts. Sie hatte wesentlichen Einfluss auf die deutsche (und internationale) Sprachwissenschaft des 20. Jahrhunderts wie auch auf die deutsche Schulgrammatik in den 1950er und 1960er Jahren und die Grundkonzeption der damaligen Duden-Grammatik.

## Darstellung der Theorie
Jedes Wort einer Sprache hat eine lautliche und eine inhaltliche Seite. Die Laute (die äußere, „leibliche“ Form der Wörter) können durch die Schrift festgehalten werden und ermöglichen so eine lautbezogene systematische Beschreibung und Erforschung der Sprachen, wie sie in Wörterbüchern und Grammatiken festgelegt wird. Die Inhalte (die innere, „geistige“ Form der Wörter) müssen vom Sprecher, Hörer oder Leser erst revitalisiert werden, ehe sie für seine Weltorientierung oder zwischenmenschliche Kommunikation genutzt werden können. Sie sind, abgesehen von den künstlichen Fachsprachen, weder definierbar noch fixierbar, sondern den einzelnen Mitgliedern einer Sprachgemeinschaft durch ihren Spracherwerb verfügbar geworden. Nur auf dieser Grundlage können die Sprachteilhaber ihre Gedanken in ihrer Sprache austauschen. Beide Seiten des Wortes (Laut und Inhalt) sind unlösbar miteinander verbunden wie die beiden Seiten eines Blattes Papier (Ferdinand de Saussure).
Im naiven Sprachverständnis gehen die meisten Sprecher davon aus, die Wortinhalte seien in der „Wirklichkeit“ als die „Bedeutungen“ der Wörter vorgegeben und dies sei der Grund dafür, dass man sich untereinander verständigen könne. Dabei verfügt jedoch jede Sprache über ihr eigenes Begriffssystem, in dem das „zur Sprache gebracht“ worden ist, was für eine Sprachgemeinschaft im Verlauf ihrer Geschichte Bedeutung erlangt hat. So konstituiert jede Sprache ihr eigenes „Weltbild“, das sie ebenso deutlich wie die Lautung von anderen Sprachen unterscheidet.
Wilhelm von Humboldt hat das so formuliert:

„Mehrere Sprachen sind nicht ebensoviele Bezeichnungen einer Sache; es sind verschiedene Ansichten derselben, und wenn die Sache kein Gegenstand der äusseren Sinne ist, sind es oft ebensoviele, von jedem anders gebildete Sachen…“

Zwei Beispiele mögen dies veranschaulichen:
1. Bei unseren „Körperteilen“ unterscheiden wir (im Deutschen) zwischen Fingern und Zehen. Kein Deutscher würde behaupten, er habe Zehen an den Händen oder Finger an den Füßen. Bei den Angehörigen anderer, z. B. romanischer Sprachgemeinschaften ist das anders: Sie haben „Finger“ (ital. dito, span. dedo, franz. doigt) an Händen und Füßen und müssen daher, wenn nötig, ihre Zehen als „Fußfinger“ - dito del piede - von den „Handfingern“ unterscheiden.
2. Noch gravierender (und schwerer erkennbar) sind die Unterschiede zwischen den Sprachen bei den abstrakten Wörtern: Wo wir im Deutschen undifferenziert von Glück sprechen, unterscheiden die Spanier zwischen suerte und felicidad, die Engländer zwischen luck und happiness, die Franzosen gar zwischen chance, fortune und bonheur und können daher viel besser klarmachen, ob sie vom Zufallsglück sprechen oder von der  inneren Harmonie und Glückseligkeit.

Genau genommen lässt sich daher kein Wort einer bestimmten Sprache hundertprozentig in eine andere übersetzen. Gerade die von Humboldt begründete „Vergleichende Sprachwissenschaft“ hat sich deshalb auch den sprachlichen Inhalten zugewandt und versucht, sie wissenschaftlich zu erforschen und zu beschreiben. Auf dieser Theorie und auf den Forschungen anderer Sprachwissenschaftler (Ferdinand de Saussure, Ernst Cassirer, Jost Trier, Walter Porzig u. a.) basiert die von Leo Weisgerber begründete und erarbeitete „inhaltbezogene Sprachwissenschaft“, die er seit seiner Habilitationsschrift „Sprache als gesellschaftliche Erkenntnisform“ (1924) in fünf Jahrzehnten und in vielen Schriften vorgestellt und zusammen mit seinen Mitarbeitern – etwa in dem groß angelegten Projekt „Sprache und Gemeinschaft“ – ausgebaut hat. Dieses Projekt umfasste nicht nur die Wortlehre (besonders die Erforschung der „Wortfelder“), sondern ebenso den Bereich der Wortbildung („Wortstände“ und „Wortnischen“) und der Satzlehre („Satzbaupläne“) und deren semantische Auswirkungen. Allerdings betrachtet Leo Weisgerber die inhaltliche Analyse der Sprachen auch nur als einen Teilaspekt der Sprachwissenschaft, der durch weitere Sichtweisen (die „leistungbezogene“ und die „wirkungbezogene“ Sprachforschung) ergänzt werden muss, um zu einer „ganzheitlichen“ Betrachtung der Sprachen zu gelangen.